# Pervomaiski (Krúpskaia)
Pervomaiski - Первомайский (rus) és un possiólok del krai de Krasnodar, a Rússia. Es troba a les terres baixes de Kuban-Priazov, a la vora del Beissujok Pervi, afluent del Beissug. És a 38 km al nord-est de Vísselki i a 116 km al nord-est de Krasnodar. Pertany a la stanitsa de Krúpskaia.